# کرویق (ورزقان)
کرویق یکی از روستاهای استان آذربایجان شرقی است که در دهستان بکرآباد بخش مرکزی شهرستان ورزقان واقع شده‌است.
این روستای زیبا دارای دو امام زاده می‌باشد که به عنوان آثار ملی در سازمان میراث فرهنگی ثبت شده‌است. همچنین یک یخچال طبیعی در قسمت شرقی این روستا واقع شده‌است.